# Musik von Lombok

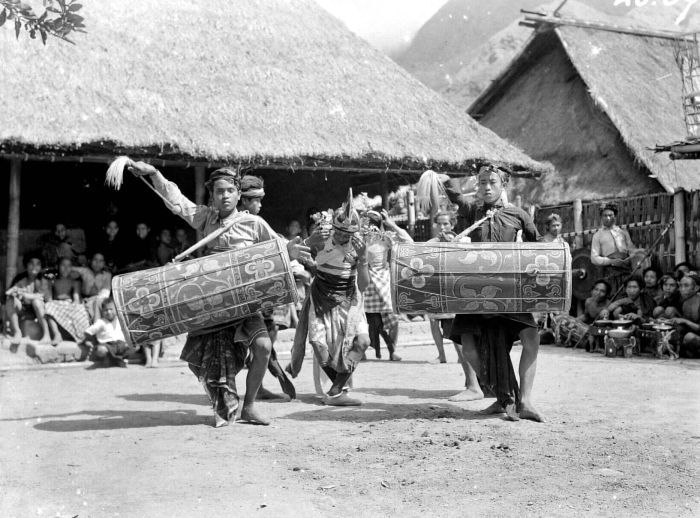
Tanz mit zwei Zylindertrommeln, Gamelan Gong Beleq, 1934

Die Musik von Lombok umfasst die Musikstile der indonesischen Insel Lombok, die insbesondere durch altmalaiische Kultureinflüsse der westlichen Nachbarinseln Bali und Java und durch die Islamisierung ab etwa dem 16. Jahrhundert über Sumatra, Sulawesi und Sumbawa geprägt sind. Entsprechend der kulturreligiösen Grobeinteilung der Sasak-Bevölkerung in zwei Gruppen bevorzugen die Anhänger der synkretistischen Wetu Telu-Religion Gamelan-Instrumente mit Idiophonen aus Bronze. Dagegen lehnen die auf Lombok Waktu Lima genannten orthodoxen Muslime dieses Metall ab und verwenden Musikinstrumente, die von arabischen Einwanderern in die malaiische Inselwelt gebracht wurden. Musik dient der Unterhaltung und wird von beiden Gruppen zeremoniell eingesetzt. Zur Begleitung von Tänzen, Theateraufführungen und Prozessionen gibt es besondere Musikformen, die von den Stilrichtungen der balinesischen Minderheit ergänzt werden.

## Geschichte und Kultur
Vom 9. bis zum 15. Jahrhundert stand Lombok unter dem Einfluss der hinduistischen und buddhistischen Kultur aus Java. Im 16. Jahrhundert war die Blütezeit des ostbalinesischen Reiches von Gelgel, dessen Herrschaft sich über die kleinen Fürstentümer auf Lombok erstreckte, während im folgenden Jahrhundert die Insel unter die Kontrolle der muslimischen Sultanate von Sumbawa geriet. Ende des 17. Jahrhunderts waren erneut die Balinesen dominant, ab 1740 dehnte der Raja von Karangasem in Ostbali seinen Einfluss bis in die zentrale Ebene aus und mehr Balinesen als bisher siedelten sich im Westen von Lombok an. Aufstände der Sasak im 19. Jahrhundert konnten daran nichts ändern. In den 1890er Jahren bat die Sasak-Aristokratie die niederländische Regierung um Unterstützung. Die balinesische Herrschaft wurde daraufhin nahtlos 1894 durch die gewaltsame Besetzung der niederländischen Regierung abgelöst, die mit dem endgültigen militärischen Sieg 1908 Lombok für die Kolonie Niederländisch-Indien vereinnahmte.
Der mit persischen und arabischen Händlern nach Südostasien gelangte Islam breitete sich ab dem 15. Jahrhundert von Sumatra weiter nach Osten aus und erreichte innerhalb der folgenden zwei Jahrhunderte über Sulawesi und Sumbawa auch Lombok. Für die Adelsschicht der Sasak zählten die Balinesen ebenso zur Fremdherrschaft wie die Niederländer; gegen beide formierten sie als eigene Kultur einen orthodoxen Islam. Im 20. Jahrhundert überstieg der Einfluss der religiösen Führer (tuan guru) sogar den der traditionellen Elite.
Die Sasak-Gesellschaft lässt sich entsprechend der äußeren Einflussnahme auf die Geschichte der Insel grob in zwei religiös-kulturelle Traditionen einordnen. Aus dem altmalaiischen Erbe stammt die Kultur der Waktu Telu (indonesisch, „drei Zeiten/Zeiträume“, Sasaksprache Wetu Telu), die eine Mischung des Islam mit Ahnenverehrung und Elementen aus dem Hinduismus und Buddhismus beinhaltet. Die Zahl Drei bezieht sich auf drei verpflichtende Zeremonien im Jahr oder die auf drei reduzierten täglichen Gebetszeiten. Strenggläubige Waktu Lima („fünf Zeiten“) beten der islamischen Vorschrift entsprechend fünfmal täglich. Ihre tuan guru bemühen sich darum, alles Unislamische aus der Sasak-Gesellschaft zu entfernen, dabei ging in der Vergangenheit vieles der alten Musik verloren.
Mitte der 1960er Jahre begannen sich die Gegensätze zu verschärfen, als Waktu Lima-Anhänger Heiraten der Wetu Telu nicht mehr als gültig ansahen und sich weigerten, von ihnen geschlachtetes Fleisch zu essen. Mit der Machtübernahme von Präsident Suharto 1965 (in der Zeit der Orde Baru) wurden auf Lombok nicht nur Chinesen angeklagt, Kommunisten zu sein, sondern ebenso Waktu Telu dessen verdächtigt und ihre Moscheen abgebrannt. 1965 ist bei den Waktu Telu als gefährliches Jahr in Erinnerung.
Als Wetu Telu (Waktu Telu) bezeichnet sich heute kaum noch jemand öffentlich. Die auf wenige Prozent zurückgegangenen Anhänger des traditionellen Glaubens leben in abgelegenen Dörfern, nehmen weniger am wirtschaftlichen Leben teil und gleichen sich äußerlich an, indem sie freitags in die Moschee gehen. Sie leben meist in den höheren Regionen um den Rinjani und in einigen Dörfern im trockenen Süden. Die Waktu Lima sind praktisch auf der gesamten Insel dominierend, nur im Westen lebt eine größere Minderheit hinduistischer Balinesen. Diese haben ihre öffentlichen Zeremonien begrenzt, um bei den Muslimen keinen Anstoß zu erregen. Die balinesische Musik auf Lombok ist daher einfacher und ärmer an Stilen als an ihrem Ursprungsort.
Eine weitere Minderheit sind die im Westen Lomboks lebenden Boda, die sich 1967, als mit Amtsantritt Präsident Suhartos alle Indonesier bei der Registrierung eine der fünf Hauptreligionen angeben mussten, mehrheitlich als Buddhisten bezeichneten. Zuvor waren die Anfang der 1990er Jahre auf rund 12.000 geschätzten Boda einem traditionellen Sasak-Glauben mit buddhistischen und hinduistischen Elementen angehangen.
Die unter Suharto als Orde Baru („neue Ordnung“) eingeführten Gesetze hatten umfangreiche politische und gesellschaftliche Veränderungen zum Ziel. Musik sollte mit anderen Kulturäußerungen ein Zeichen für nationale und kulturelle Einheit setzen. Wie in den meisten anderen Provinzen wurde in den 1970er Jahren auf Lombok ein staatliches Programm zur Förderung und Lenkung des Musikschaffens durchgesetzt. Zunächst musste die Frage geklärt werden, was als nationale Musik- und Tanzstile der Sasak zu gelten habe. Nachdem sehr alte Formen ausgeschieden wurden, weil sie nicht adäquat „kultivierbar“ erschienen, einigte man sich auf die vorrangige Förderung des Musikensembles Gendang Beleq, des Tanzstils Gandrung und des Theaterstils Rudat. Diese und andere Formen mussten aus ihrem rituellen Kontext herausgenommen werden, weil sie häufig islamischen Vorstellungen nicht entsprachen. Mit einer Ästhetisierung sollten die Künste von Lombok auf einen nationalen Standard angehoben und ihre Vorführbarkeit verbessert werden, auch im Hinblick auf den zeitgleichen Ausbau des Tourismus seit den 1980er Jahren. Auch wenn sie teilweise verändert wurden, einige Kunstformen wären wohl ohne das Engagement einzelner Musiklehrer und Choreographen verschwunden.

## Forschungsgeschichte
Die Musik von Lombok wurde als gegenüber Bali verarmt angesehen und blieb daher von der musikethnologischen Forschung in der ersten Hälfte des 20. Jahrhunderts nahezu unbeachtet. Dennoch ist Lombok im Vergleich zur musikologisch unergiebigen, östlich angrenzenden Insel Sumbawa als Sammelbecken äußerer Kultureinflüsse und aufgrund seiner kleinteiligen politischen Strukturen recht vielfältig. Im Gegensatz zu Java und Bali besitzt Lombok kaum alte Manuskripte (indonesisch Lontar) und nur in wenigen der dortigen Handschriften wird Lombok erwähnt.
Die Erforschung von Lombok begann in der Mitte des 19. Jahrhunderts, als die ersten Europäer auf der Insel Handelsposten einrichteten. 1910/11 unternahm Johannes Elbert eine Expedition nach Lombok und weiteren Kleinen Sundainseln, die neben geographischen auch Beobachtungen zur Kultur beinhaltete. Auch die „biologische Reise“ von Bernhard Rensch 1927 leistete einen Beitrag zur Musik. 1936 folgte ein Artikel von Roelof Goris zu Ostlombok. 1941 veröffentlichten die beiden Niederländer J. Van Baal und A.C.J. Riel zwei knappe Beiträge zur Kultur. Mehr erbrachte die Studie über eine Exorzismus-Zeremonie (pakon), die R. Soedjono und C. Hooykaas 1941 beobachteten. Jaap Kunst begann 1921 die Musik auf Bali zu studieren, seine zwei Bände De Toonkunst van Bali (1924/25) können nur zum Vergleich herangezogen werden. Bis 1976 gab es keine Arbeit über die Musik von Lombok. In diesem Jahr erschien der etwas hastig abgefasste Bericht von Tilman Seebass und drei indonesischen Kollegen (The Music of Lombok. A First Survey), der auf einer einwöchigen Rundreise im Oktober 1972 beruht. In der Musik in Geschichte und Gegenwart (1996) fehlt ein Abschnitt über Lombok. Seit 1983 widmet sich der amerikanische Musikethnologe David D. Harnish als erster intensiv der Musik der Insel. Er verfolgte 20 Jahre lang die Aufführungspraxis beim jährlichen Lingsar-Tempelfestival und verfasste mehrere Artikel zu musikalischen Einzelthemen und 2005 ein umfassendes Buch zu diesem bedeutendsten Festival auf Lombok.

## Spielweise
Die zahlreichen Orchesterbesetzungen (seka oder sekaha) lassen sich unabhängig von ihrer musikalischen Aufgabe in die religiösen Kategorien prä-islamisch oder islamisch einteilen. Die meisten Musikgruppen sind Gamelans. Bei vielen orthodoxen Muslimen gelten die in den Gamelans melodieführenden Idiophone aus Bronze als unislamisch, da mit Bronzeinstrumenten im Waktu Telu-Glauben die Stimmen der Ahnen herbeigerufen werden. Andere Materialien sind dagegen ideologisch neutral. Einzelne Musikinstrumente werden ebenfalls einer der beiden Kategorien zugeordnet, nur wenige kommen in beiden vor. Instrumentalisten sind nach der gesellschaftlichen Konvention männlich. In islamischen Liedern und in der Popmusik sind zwar auch Sängerinnen zu hören, aber nur in wenigen Theaterformen und Tänzen wirken Frauen mit.
Die Musik von Lombok kennt keine Musiktheorie. Die Takte sind geradzahlig mit 2, 4, 8 oder selten 16 Zählzeiten wie beim lederang. Der 2er-Takt heißt janggel („gehen“), der 8er-Takt rangsangan („schnell“). Die Tonleitern sind verwandt mit dem javanischen fünfstufigen pelog (selisir, saih lima oder saih gong entsprechend den balinesischen Gamelans) und seltener dem siebenstufigen slendro.

### Malaiische zeremonielle Musik

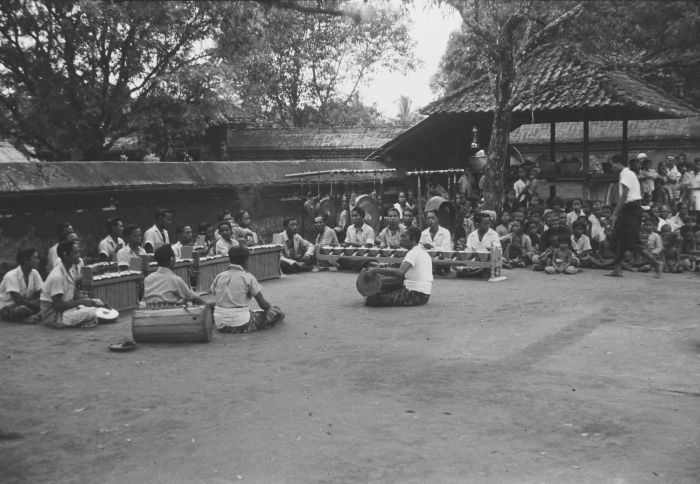
Gamelan im Hof des Lingsar-Tempels, 1949

Musik hat eine rituelle Funktion bei Tempelfesten, deren bedeutendstes jährlich am Lingsar-Tempel an der Westküste nördlich von Mataram gefeiert wird. In den zahlreichen Tempeln spielt vorwiegend die Orchesterbesetzung Gamelan Oncer. Fruchtbarkeitsriten stehen im Zusammenhang mit der Aussaat und dem Umpflanzen von Reis; in den Trockengebieten im Süden wurden früher Regenmacherriten veranstaltet. Hierbei war besonders das heiligste Ensemble, das Gamelan Pusaka hilfreich. Kriegstänze wurden früher nicht nur anlässlich von Konflikten, sondern auch zum Empfang von Ehrengästen aufgeführt. Zu den von Orchestern begleiteten Familienfeiern gehören Hochzeiten, Beschneidungen und Zahnfeilungen.

#### Gamelan Gong Kuna
Das alte, aus Bali stammende Orchester Gamelan Gong Gede ist dort kaum noch gebräuchlich und wurde durch das moderne Gamelan Gong Kebyar ersetzt, das international für balinesische Musik bekannt ist. Bis in die 1920er Jahre war das Gamelan Gong Gede auf Bali das Standardensemble für Kriegstänze, Tempeltänze und Musik ohne Tanz. Gong Kuna ist eine verkleinerte Lombok-Variante des Gong Gede, von dem noch sechs spielbare Instrumentengruppen vorhanden sind, einige mehr wurden im Laufe des 20. Jahrhunderts zerstört. Auf Lombok standen die Gong Kuna-Orchester in Verbindung mit den Hofzeremonien der balinesischen Kolonialherrscher und spielten im großen, von der Regierung organisierten Lingsar-Tempelfest. Mit dem Ende der balinesischen Herrschaft 1894 verschwanden auch alle balinesischen Hofzeremonien. Die Gamelan Gong Kuna gingen wohl in den Besitz der nachfolgenden Bewohner der Paläste über.
Die Instrumente des Gong Kuna bestehen aus zwei großen, an einem Holzgestell hängenden Gongs, gong ageng, von denen der größere, tiefer gestimmte, „weibliche“ Gong wadon und der kleinere, höhere und „männliche“ Gong lanang heißt. Ein kleinerer hängender Gong heißt kempul, entsprechend dem balinesischen kempur. Ein waagrecht aufgehängter Kesselgong mit etwa 30 Zentimetern Durchmesser und 20 Zentimetern Höhe wird kempli genannt. Zwei große zweifellige Fasstrommeln kendang werden ebenfalls in lanang und wadon eingeteilt. Die acht Metallophone gangsa jongkok haben jeweils fünf Platten, dazu zählen zwei gangsa jonkok gede, zwei gangsa jonkok cenik und vier gangsa jonkok pemade. Zwei große jegogan haben waagrecht aufgehängten Metallplatten, das trompong besteht aus einer einzelnen Reihe von zehn Bronzekesseln in einem kunstvoll verzierten Holzrahmen. Barangan nennt sich eine Reihe von zwölf Buckelgongs; hinzu kommen mehrere, mit den Händen zusammengeschlagene Becken ceng-ceng (unterschiedliche einzelne Namen) und gelegentlich noch ein hängender Gong bendé.

#### Gamelan Gendang Beleq

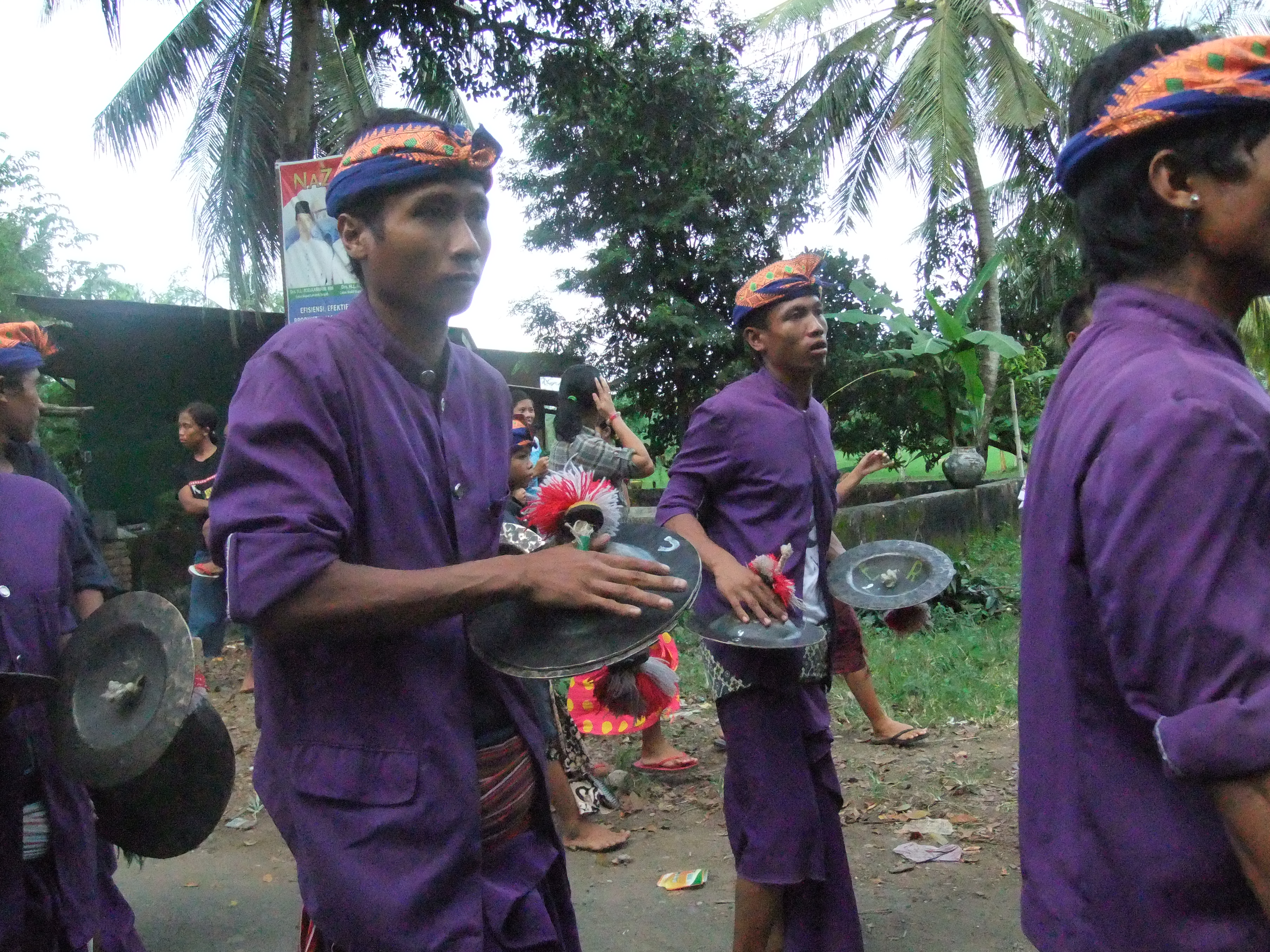
Gendang Beleq. Prozession mit ceng-ceng

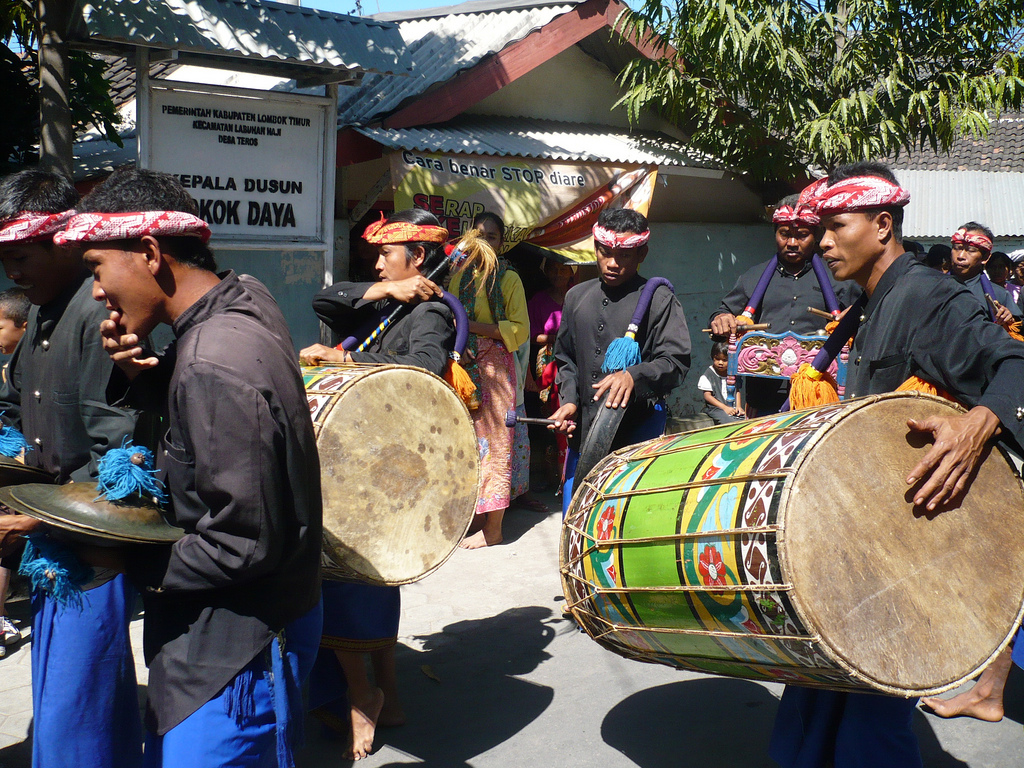
Gendang Beleq. Prozession mit Zylindertrommeln (beleq), Gongs und Becken

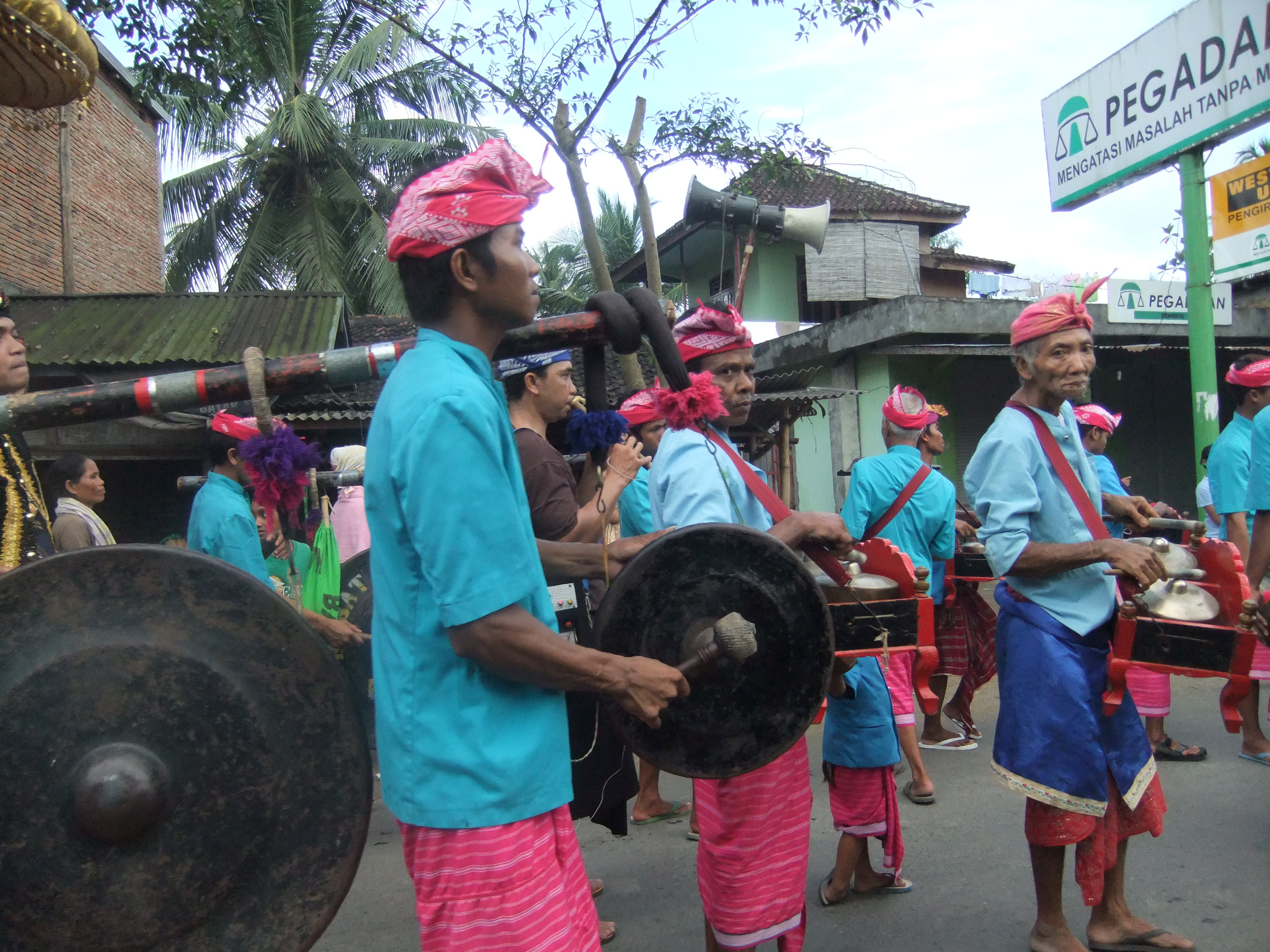
Gendang Beleq. Prozession mit Buckelgongs und réongs in Holzrahmen. An der Stange links im Bild wird ein großer hängender Gong getragen

Gendang Beleq, auch Oncer genannt, ist das klassische alte Orchester der Sasak für die Wetu Telu-Rituale. Oncer bedeutet auf Javanisch „langsam, in die Länge gezogen“, auf Balinesisch einen besonderen langen Schal und auf Sasak den kleinsten, in der Hand gehaltenen Gong. Bernhard Rensch erlebte 1927 ihm zu Ehren Oncer-Musik mit tanzenden Trommlern im östlichen Bergdorf Sembalun; 1936 beschrieb Roelof Goris alle der fünf damals existierenden Ensembles in derselben Gegend, und Soedjono/Hooykaas schilderten 1941 die rituelle Funktion des Orchesters bei einer Exorzismuszeremonie im Dorf Selong. David D. Harnish, der seit 1983 das Lingsar-Tempel-Festival beobachtete, fand erstmals 2001 dort ein Gendang Beleq. Die Hauptinstrumente sind zwei große Zylindertrommeln (beleq, eine „männliche“ – lanang oder mama – und eine „weibliche“ – wadon oder nini), zwei Bronzekessel (réong) mit jeweils zwei Kesseln in einem Holzrahmen, vier bis acht Becken (ceng-ceng), ein hängender Gong, ein oder zwei kleinere Gongs, einer davon der namensgebende oncer, eine oder mehrere Bambuslängsflöten (suling) und gelegentlich das Doppelrohrblattinstrument preret. Zur Zeitkontrolle dient der einzelne Kesselgong petuk.
Das Ensemble war traditionell bei Hochzeiten, Beschneidungsfeiern und Regenmacherzeremonien gefragt, die alte Aufführungspraxis kommt jedoch nur noch in einigen Gegenden der Insel vor. Durch die nationalen Förderungsprogramme von den 1970er bis in die 1990er Jahre ist Gendang Beleq in einer veränderten Form mit mehr Instrumenten und einer schnelleren Spielweise zum beliebtesten Kunstmusikstil geworden, der als nationaler Musikstil von Lombok gilt. Mitte der 1980er Jahre waren in Lombok 12 Gendang-Beleq-Ensembles bekannt, 1991 waren es 29, für das Jahr 2001 wurden über 500 Ensembles geschätzt und für 2017 über 2000.
Gendang Beleq wird besonders zur Begleitung des traditionellen Theaters Kayaq verwendet. Kayaq ist ein Volkstheater mit Masken oder Halbmasken. Bis in die 1970er oder 1980er Jahre wurden die Trommeln von Tänzern gespielt, die ineinandergreifende, schnelle Rhythmen spielten, während sie sich auf Kollisionskurs aufeinander zubewegten, um sich danach bis zum nächsten Anlauf zu entfernen. Daneben traten sechs Tänzer mit ceng-ceng auf und, falls vorhanden, ein weiterer Tänzer mit dem Metallophon kemong. Seither verharren die Trommler an ihrer Position und die ceng-ceng-Spieler bilden den sich dynamisch bewegenden Mittelpunkt. Das Gamelan Beleq verfügt über dieselben Instrumente wie das Gamelan Gendang Beleq. verzichtet aber auf die Blasinstrumente. Es gilt als heilig und wird nur noch selten in den Bergen zur Begleitung von Ritualtänzen gespielt.

#### Gamelan Wayang Sasak
Dieses Orchester bietet neben dem Gendang Beleq die ausgereifteste Musik in Lombok. Seebass stellt es in seiner besonderen dramatischen Qualität über die javanischen Orchester und sogar über die vergleichbaren balinesischen Gamelans Gender Wayang, Gender Wayang Ramayana und Wayang Gambuh. Es dient zur Begleitung des Schattenspiels Wayang Sasak, mit dem auf Lombok hauptsächlich der Sagenzyklus Serat Menak Sasak aufgeführt wird. Zum musikalischen Repertoire gehören sechs bis sieben Standardkompositionen, besondere melodisch-rhythmische Strukturen zur Dramatisierung der Schlachten und extra Einführungsstücke. Inhaltlich geht es bei den im 17. Jahrhundert eingeführten und im 18. Jahrhundert populär gewordenen Geschichten der Helden pädagogisch wirksam um die unterhaltsame Verbreitung des Islam in Indonesien. Dennoch kam von orthodoxer Seite Kritik an den bildlichen Menschendarstellungen, am Anteil vorislamischer Erzählungen und dem Alkoholkonsum des Publikums.
Der wilde Rhythmus wird vom Dalang (Puppenspieler, Sprecher aller Figuren und Leiter der Aufführung) mit dem hölzernen Klopfer keketak (indonesisch cempala) vorgegeben, den er zwischen den Zehen seines rechten Fußes hält und damit auf den Boden schlägt. Mit dem keketak setzt der Dalang außerdem Absätze in seiner Rede und erzeugt das Zähneklappern menschlicher Figuren, die sich ängstigen, wenn Dämonen auftauchen. Die Musikinstrumente haben gewisse Ähnlichkeiten mit denen der genannten balinesischen Orchester. Das einzige Melodieinstrument ist die ein Meter lange Bambusflöte suling pewayangan mit sechs Fingerlöchern, zu der ein hängender Gong (kajar), zwei leicht konische, zweifellige Zylindertrommeln (die größere kendang wadon und die kleinere kendang lanang), das Beckenpaar rincik, die Metallophone kemong und trompong hinzukommen. Der freirhythmische Stil der Flöte ähnelt dem rezitativen Gesang des Dalang.
Den Beginn der Aufführung markiert das dreimal wiederholte Stück Rangsang („aufreizend“, „erregend“), bevor der Dalang die Öllampe (oder die elektrische Glühbirne) zur Beleuchtung des Bildschirms anzündet. Die zuerst in der Mitte aufgestellte Spielfigur ist der gunungan, den er anschließend tanzen lässt, um symbolisch die Welt zu erschaffen. Dazu gibt er philosophische Erklärungen, die nur von der Flöte begleitet werden. Auch später bilden die beiden manchmal ein Duo, während sich die anderen Instrumente ruhig verhalten.
Es werden kaum noch Schattenspiele auf Lombok veranstaltet, da die meisten alten Dalangs ohne Nachfolger bleiben. Anlässe zur Aufführung bieten die üblichen Familienfeiern. Die wenigen verbliebenen Dalangs müssen auf der einen Seite der Kritik strenggläubiger Muslime standhalten und sehen sich zugleich einem Publikum gegenüber, das die darstellenden Künste vorwiegend nur noch als Unterhaltung und Vergnügung begreift.

#### Gandrung Sasak

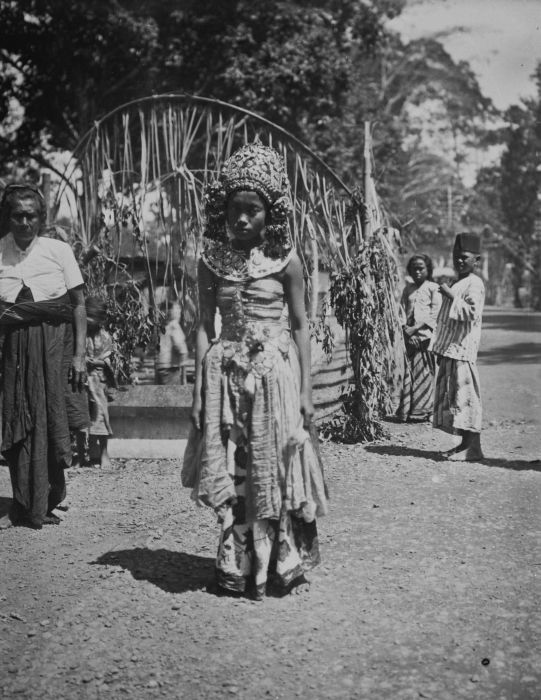
Gandrung-Tänzerin bei der Feier des niederländischen Nationalfeiertags (Koningsdag) in Mataram, 1922.

Gandrung und Joget (Joged) sind Unterhaltungstänze, die auch aus Bali bekannt sind. Ursprünglich gehörten diese unislamischen und erotischen Tanzstile zu Fruchtbarkeitsritualen im Reisanbau-Jahreszyklus. Die junge Tänzerin mit Fächer singt und fordert Männer aus dem Publikum zum zeitweiligen Mittanzen gegen Zahlung eines Geldbetrags auf. Die Männer geben einen Geldschein, wenn sie ausgesucht werden möchten, das Mädchen wählt die Männer aber selbst und nicht notwendig nach dem Geld aus. Der Musikstil des Gandrung Sasak ist mit der Xylophon-Musik von Bali nicht verwandt, er ähnelt dafür dem Gandrung Banyuwangi der Stadt Banyuwangi an der Ostküste Javas. Das Begleitorchester wird auch Preret nach dem melodieführenden Blasinstrument preret genannt, das einen durchdringenden Klang produziert. Weitere Melodieinstrumente sind die Flöte suling und die Streichlaute rebab. Schlaginstrumente sind ein Gong (kempul), ein Metallophon (kemong), ein Kesselgong (petuk), zwei gangsa jongkok (Metallophone mit fünf Platten, die über einem trogförmigen Resonator liegen), zwei gangsa gantung (Metallophone mit fünf hängenden Platten über Bambusresonatoren), ein tingklik (Bambusxylophon mit 18 Platten), ein rincik (kecék, kleines Becken) und ein kendang (Fasstrommel). Auf Bali ist das Mädchen beim Gandrung-Tanz tatsächlich ein verkleideter Junge, beim Joged ein unverheiratetes Mädchen, auf Lombok ist es beim Gandrung eine Tänzerin und beim Joged ein als Junge verkleidetes Mädchen. Das Orchester ist in den letzten beiden Fällen dasselbe. Das Mädchen verkörpert für die Dauer der Aufführung die lokale weibliche Fruchtbarkeitsgöttin.

#### Weitere Gamelans
Das Gamelan Tawa-Tawa oder Gamelan Tawak-Tawak kann bei allen Zeremonien des Lebenszyklus, Feiern der Dorfgemeinschaft oder bei nationalen Feiertagen auftreten und ist für Prozessionen geeignet. Es ist nach dem kleinen, den Takt gebenden Kesselgong tawa-tawa benannt, der im Schoß gehalten und mit einem weichen Schlägel angeschlagen wird. Die verwobene rhythmische Struktur entsteht durch acht Beckenpaare (ceng-ceng), die in ihrer Funktion dem oncer entsprechen. Werden die ceng-ceng bei Prozessionen gespielt, marschieren die Spieler mit einer Lanze und dem oberen Becken in der rechten Hand und schlagen mit dem anderen Becken in der linken Hand von unten dagegen. An den Lanzenspitzen herunterhängende Quasten werden dabei heftig bewegt. Des Weiteren sind ein großer Gong, sechs Kesselgongs (réong) und zwei unterschiedliche Fasstrommeln kendang (deren Form dem mittelgroßen javanischen kendang ciblon entspricht) beteiligt. Die kendang steuern agogisch das Tempo und bringen Synkopen ein. Das Gamelan Tawa-Tawa steht musikalisch etwa in der Mitte zwischen dem Gamelan Oncer und dem zur islamischen Musik zählenden Gamelan Rebana. Früher begleitete das Ensemble auch den Gandrung-Tanz.
Das Gamelan Gong Sasak wurde Anfang des 20. Jahrhunderts unter balinesischem Einfluss entwickelt. Es ähnelt dem alten balinesischen Gamelan Gong Gede, insbesondere der Zeremonialmusik Lelambatan und enthält zusätzlich zum Instrumentarium des Gamelan Tawa-Tawa mehrere Metallophone und Kesselgongpaare (réong). Das Orchester tritt auch beim Lingsar-Tempelfest auf, obwohl es nicht zur Ritualmusik gehört und spielt neuere Kompositionen des Gamelan Gong Kebyar. Das heißt, es hat sein schnelles Tempo und die verwobenen (interlocking) rhythmischen Strukturen den neuen Hörgewohnheiten angepasst.
Gamelan Baris leitet sich von der ostjavanischen Hofmusik her, Baris ist ein bekannter Kriegstanz auf Bali, mit dem der Kriegstanz auf Lombok nur den Namen gemeinsam hat. Letzterer gilt als Erfindung der Sasak und als unverzichtbar beim Lingsar-Tempelfest, wo er bis in die 1980er Jahre ausschließlich zu sehen war. Seither wird er auch vor Touristen und an nationalen Feiertagen aufgeführt. Eng verwandt ist ein weiterer Tanz, der Telek oder Batek genannt wird. Der Baris-Tanz wird vom Gamelan Tambur begleitet, einem Zwei-Mann-Orchester bestehend aus der großen zweifelligen Fasstrommel tambur und einem mittleren Gong (boqboq). Der Telek-Tanz ist eine Erweiterung des Baris, dessen männliche Krieger durch drei bis fünf junge, als Heldinnen gekleidete Frauen ergänzt werden. Das Gamelan Baris übernimmt Trommel und Gong des Gamelan Tambur und ergänzt durch zwei weitere Trommeln (kendang), die zweisaitige Stachelfidel redeb (auch rebab), eine Bambusflöte (suling), zwei Kesselgongs, Becken oder das Beckenpaar rincik.
Im Gamelan Barong Tengkok spielen réong die Hauptrolle, die in einem Gestell eingebaut sind, dessen Vorderseite aus der Maske des balinesischen Dämonen Barong besteht. Die Musiker-Tänzer schwenken die Barong-Figur, die ein hilfreiches mythisches Löwenwesen darstellt, vor sich her. Es können auch als Barong maskierte Tänzer die réong tragen. Die Aufführung ist weniger intensiv als ihr Vorbild, das balinesische Gamelan Barong. Das Ensemble wird in Zentrallombok für Hochzeitsprozessionen bestellt, bei denen Braut und Bräutigam auf hölzernen Pferdeattrappen herumgetragen werden. Zu den übrigen Instrumenten gehören zwei kendang, Becken, die Gongs kempul und petuk, sowie melodieführend suling oder preret.
Nur in den Dörfern der Boda kommt das Gamelan Jerujeng vor. Das Wort setzt sich aus juru („Person“, „Gruppe“) und jeng zusammen, eine den Klang des Gamelan nachahmende Silbe. Gamelan Jerujeng gilt als heilig, die Musikinstrumente dürfen nur im Dorf bei bestimmten Ritualen eingesetzt werden und ihr Anblick soll für die Anwesenden die alte Kultur wiederaufleben lassen. Das Gamelan besteht aus einem gong lanang und einem gong wadon, je einer kendang lanang und kendang wadon, die mit einem Stock in der rechten Hand geschlagen werden, einem kemong und einem Doppelrohrblattinstrument aus Holz, serune, mit sechs Fingerlöchern oben und einem Daumenloch (der preret entsprechend).

### Islamische Musik

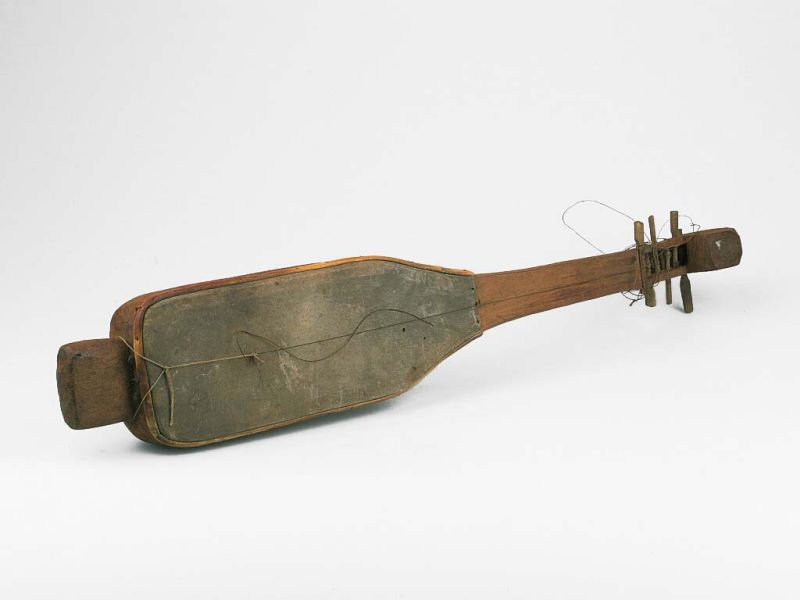
Gambus, als penting bezeichnet, möglicherweise aus Ostlombok, vor 1939

Hierzu gehören in ganz Indonesien verbreitete und auf der Insel entstandene Musikstile, die trotz ihrer Zuordnung nicht zwangsläufig von allen Muslimen gut geheißen werden.

#### Instrumental
Gamelan Rebana, auch Terbang, Terbana, war das erste islamische Orchester, das um 1900 entwickelt wurde. Als Namensgeber fungiert die aus der arabisch-islamischen Kultur stammende Rahmentrommel rebana. In etwa 20 unterschiedlichen Größen und Tonhöhen imitiert sie ersatzweise die bei den orthodoxen Muslimen auf Lombok verpönten Gongs und Metallophone aus Bronze. Das Orchester ist eher von Sumatra und Java bekannt, auf Lombok wird es von den Waktu Lima gespielt. 1972 gab es auf Bali nur ein Gamelan Rebana innerhalb der Sasak-Minderheit in der östlichen Region Karangasem. Das javanische Rebana-Orchester besteht aus vier mit der Hand geschlagenen Rahmentrommeln, einer mit Stöckchen geschlagenen Trommel, einer Rassel und einem großen Chor. Dagegen ist das Orchester Rebana Reong auf Lombok rein instrumental. Die kleinen hölzernen Rahmentrommeln in der Form von Kesseltrommeln werden hier alle mit leichten Stöckchen geschlagen. Die Trommeln heißen je nach den Bronzeinstrumenten, die sie imitieren sollen „gong“, „kempul“ oder „petuk“. Hinzu kommt ein rincik.
Eine andere Möglichkeit, die ungeliebten Bronzeinstrumente zu umgehen, bietet das seltene und von orthodoxen Muslimen wenig geschätzte Gamelan Klentang, bei dem ausschließlich Metallophone und Gongs aus Eisen verwendet werden. Ebenso selten ist das aus vier Tönen pro Oktave bestehende Eisen-Gamelan auf Bali, wo es bei Verbrennungszeremonien eingesetzt wird.

#### Vokalmusik
Tembang Sasak, „Sasak-Lieder“, ist die bekannteste Gesangsform. Einige der Lieder basieren in Sprache und Versmaß auf javanischen und balinesischen Einflüssen, ihre Texte waren früher auf Lontar geschrieben. Der tembang-macapat-Gesang ist die gesungene Rezitation von indisch beeinflusster malaiischen Poesie. Dieser Stil ist recht einfach, ein Vorsänger trägt den Text auf Indonesisch vor, den er anschließend zusammen mit zwei weiteren Sängern in Sasaksprache wiederholt. Die Melodien sind oft langsam, gleitend und klingen wehmütig.
Beim Cepung sind mindestens sechs männliche Sänger beteiligt. Die von Sasak und Balinesen auf Lombok entwickelte Gesangsunterhaltung beginnt mit einem freirhythmischen Solo-Vortrag aus dem Monyeh, dem „Affen-Manuskript“ eines romantischen Gedichts vom Ende des 19. Jahrhunderts, in dem es um den javanischen Prinzen Panji geht. Das Manuskript ist in der altjavanischen Hochsprache Kawi, in Balinesisch und Sasak verfasst. Darauf folgt ein metrischer Chor, der lautmalerisch und lebhaft werdend ein Gamelan imitiert. Die Stachelfidel redeb und die Flöte suling laufen der Gesangsmelodie in tempo rubato nebenher. Durch den Konsum von tuak (Palmwein) geraten die Tänzer in Stimmung und die Veranstaltung kann unislamisch werden.
In der gesamten malaiischen Inselwelt sind Pantuns bekannt, die in einer genau festgelegten Strophenform Legenden enthalten, die sich ab dem 16. Jahrhundert entwickelt haben. Auf Lombok werden Pantun-Verse in Sasaksprache besonders beim jährlichen Bau Nyale-Fest beim Dorf Kuta im Süden der Insel vorgetragen. Das Fest wird nach alter Tradition am Strand veranstaltet, wenn sich Schwärme des Meereswurms Samoa-Palolo eingefunden haben. Zu Beginn der Veranstaltung treten tausende Jungen und Mädchen in einen Wettbewerb, bei dem ein Junge Pantuns vorsingt, auf die sein weibliches Gegenüber antworten muss. Es ist eine sozial akzeptierte und ritualisierte Form von Flirt, die häufig später im Dorf mit einer Verlobung endet. Um Mitternacht begleitet ein Gamelan das Drama um Putri Mandalika, der Prinzessin eines mythischen Reiches, bevor zum Höhepunkt der Veranstaltung ein Priester (Dukun) das Startsignal gibt und die Zuschauermassen sich ins Wasser stürzen, um die Würmer zu fangen, die hinterher als Delikatesse verspeist werden.
Kecimol und Cilokaq sind ähnliche Besetzungen, die ohne die typischen Schlaginstrumente des Gamelan auskommen. Beide Musikstile haben sich erst nach 1945 auf Lombok entwickelt; sie gehören nicht zu einer Theaterform, sondern werden zur Unterhaltung und bei Familienfeiern aufgeführt.
Die einfachen und meist etwas traurigen Melodien des Cilokaq (frühere Schreibweise Giciloka) sind vom javanischen Kroncong entlehnt, einem Musikstil, dessen Wurzeln in der portugiesischen Kolonialgeschichte im 16. Jahrhundert liegen. Weitere Einflüsse kamen wohl aus der Gambus-Liedtradition von Sulawesi und aus der chinesischen Musik. Trotz der internationalen musikalischen Anleihen wird der Cilokaq heute als ein Zeichen des Widerstands gegen die Globalisierung und als eine identitätsstiftende Strategie der lokalen islamischen Gemeinden interpretiert.
Ein oder zwei Sänger/Sängerinnen werden von zwei der im gesamten islamischen Indonesien vorkommenden Zupflauten gambus begleitet, die für einen einfachen harmonischen Hintergrund sorgen, sowie von einer suling und einer preret, die beide als Hauptmelodieinstrumente dem Gesang folgen und die Gesangspausen füllen, des Weiteren von zwei biolas (Violinen) und drei rebanas. Die Trommeln erzeugen wie das rincik einen geraden Takt und ersetzen den Gong. Cilokaq wird in voller Besetzung mit neun Musikern, bis zu vier Sängern und zwei bis vier Tänzern aufgeführt. Die Texte sind überwiegend in Pantun-Strophen verfasst. Nach der mündlichen Überlieferung soll die Tradition der Cilokaq-Musik auf muslimische Prediger zurückgehen, die im 16. Jahrhundert von Sumbawa kommend gelandet sind. Themen sind die soziale Situation und die Landwirtschaft der Küstenbevölkerung.
Kecimol ist eine lebhafte Prozessionsmusik in Ostlombok für Hochzeiten mit aus der arabischen Musik stammenden Melodien. Die Trommeln (kendang jidur), Metallophone, Keyboards und Flöten (auch gambus) dieser heute oft einfachen Straßenmusikbands gehören zur Begleitung eines oft mit einem Megaphon ausgerüsteten Sängers, der schnulzige Liebeslieder intoniert.

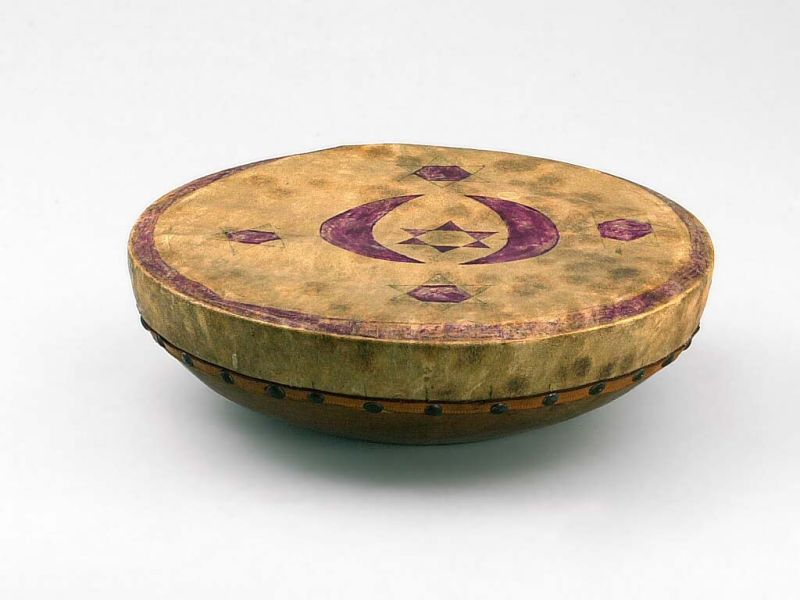
Rebana, vor 1936

Theater und Tänze stehen normalerweise nicht mit den orthodoxen Muslimen in Verbindung. Eine Ausnahme stellt das Tanzdrama Kemidi Rudat dar, bei dem die Erzählungen aus Tausendundeiner Nacht mit bunt kostümierten Helden dargestellt werden, die kriegerische Tänze aufführen und dazu in arabischer Sprache singen. Begleitet werden sie von der Zupflaute manolin.
Streng islamisch ist der Gesangsstil Rebana Qasidah. Konservativ verhüllte Frauen singen zwecks Koranerziehung von Islamschulen ausgegebene Texte und begleiten sich mit Rahmentrommeln (rebana). In diesen Zusammenhang gehört auch die malaiisch-islamische Tradition des Hadra. Die aus Sumbawa eingeführte Liedform gehört zu den von sufischen Bruderschaften (Tariqas) praktizierten Haḍra-Rezitationen, die zu religiöser Ekstase führen können. Burda (Qaṣīda al-Burda) heißt ein hymnischer Gesang mehrerer Männer, die in der Regel die Pilgerreise (Haddsch) absolviert haben, zum Lobpreis des Propheten. Der Gesangsstil ist im sunnitischen Islam weit verbreitet und auch auf Lombok bekannt.

### Sonstige Musikrichtungen
Neue Entwicklungen in der indonesischen Unterhaltungsmusik, von denen sich Varianten auf Lombok entwickelt haben, sind Dangdut Sasak aus der Schlagermusik Dangdut und das orkes Melayu. Beim heimischen Qasida Sasak sind entsprechend dem indonesischen Qasida islamische Texte in Rhythmen und Melodien verpackt, die aus indischen Filmen stammen und auf meist westlichen Instrumenten gespielt werden.
Über altmalaiische Initiationstänze oder Kriegertänze ist wenig bekannt. Der Peresean ist ein mit Stöcken und Schildern aufgeführter Kampftanz, der von Fasstrommeln (gendang) und einer Flöte (suling) begleitet wird.
Während traditionelle Musik allgemein verschwindet, werden Touristen wie auf Bali mit neu gebildeten Xylophonensembles unterhalten. Bei anderen Touristenaufführungen spielen die ansonsten nur einzeln oder paarweise eingesetzten Maultrommeln genggong oder selober auch mit der Flöte suling, der einsaitigen Bambusröhrenzither guntang und dem Paarbecken kecék zusammen.

## Einige Musikinstrumente
- Bedug ist eine indonesische Nachrichtentrommel, meist in Form einer großen zweifelligen Fasstrommel, die mit hölzernen Schlägeln geschlagen wird. Als zeremonielles Instrument steht sie als Symbol vor Moscheen. Ihre Signal- und Ruffunktion haben Lautsprecher in den Minaretten übernommen.
- Ceng-ceng sind ein Paar mit den Händen zusammengeschlagener Becken
- Die in Indonesien und Malaysia weit verbreitete Zupflaute gambus wurde vermutlich von Fischern der Bugis und Mandar aus Sulawesi und von Butonesen zunächst an der Küste eingeführt. Die Laute ist das bekannteste Begleitinstrument islamischer Lieder und kommt auf Lombok in unterschiedlichen Formen vor, die häufig bunt bemalt sind.[33]
- Gendola ist ein sechs Zentimeter langer Reisstrohhalm. Das primitive Einfachrohrblattinstrument benötigt zur Tonerzeugung einen sehr starken Luftstrom, sodass der Spieler nach etwa einer halben Minute unterbrechen muss und nach sechs Minuten eine längere Pause benötigt. Das Röhrchen wird zur Hälfte in den Mund genommen. Tonhöhe und Klang verändern sich durch die Lippen und die Hände, die einen Trichter formen. Es gibt keine Fingerlöcher. Der Klang ist weicher und gleitender als der einer preret.[34] Das Instrument dürfte kaum noch verwendet werden.

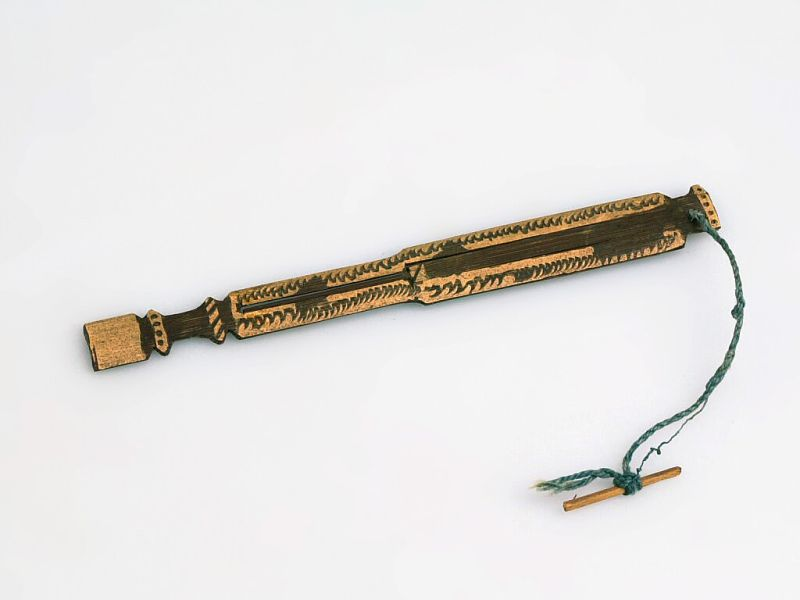
Maultrommel genggong, vor 1902

- Genggong: die balinesische Maultrommel aus Bambus wird paarweise oder in kleinen Ensembles gespielt. An der idioglotten (aus demselben Material bestehenden) Zunge hängt eine Schnur, die gezogen wird.
- Gula gending: Straßenverkäufer locken ihre Kundschaft an, indem sie auf alten Zuckerdosen (gula, „Zucker“) mit den Fingern etwa fünf Töne produzieren, ähnlich einer Steel Drum
- Kempul: ein hängender Kesselgong aus Bronze wie in der balinesischen Musik
- Guntang ist eine balinesische einsaitige Bambusröhrenzither, die perkussiv verwendet wird.
- Kendang, auch gendang, ist eine zweifellige Fass- oder Zylindertrommel im Gamelan. Die höhere Trommel heißt lanang und die tiefere wadon. Beide markieren im Gamelan den Anfang, das Tempo und das Ende der melodischen Einheiten.
- Klentang ist ein Metallophon aus einer einzigen Eisenplatte, die auf einem kleinen Holzkasten liegt. Es wird mit anderen Instrumenten zusammen bei Prozessionen mitgetragen. Verschieden große Klentang erzeugen zusammen das Fünf-Ton-Gamelan (Pélog) Klentang oder Kelentang
- Jejogan: tief gestimmtes Metallophon mit großen, waagrecht hängenden Bronzeplatten, spielen auf Lombok im Gamelan Kuna die Basslinien
- Manolin ist eine langrechteckige Kastenzither auf Bali und Lombok, von der es unterschiedliche Varianten gibt. Die Saiten werden wie bei der bulbultarang in Nordindien und Pakistan über Tasten verkürzt.[35] Der Name ist von „Mandoline“ abgeleitet. Die manolin begleitet im Ensemble das Theater Kemidi Rudat.
- Oncer: kleiner Bronzegong im gleichnamigen Gamelan
- Preret ist ein Doppelrohrblattinstrument, das es nur auf Lombok gibt. Sie wird gelegentlich in einigen malaiischen Gamelan-Orchestern und in der islamischen Musik gespielt.
- Rantok, auf Java lesung, ist ein Holztrog zum Reismehl stampfen, auf dem vier Frauen mit Holzstäben ineinander verflochtene Rhythmen schlagen
- Rebana, auch rabana, terbang, terbana, ist eine Rahmentrommel oder eine Mischform zwischen Rahmentrommel und Kesseltrommel in der islamischen Musik. Sie ist einseitig mit Ziegenhaut bespannt. Eine rebana mit Schellenkranz heißt tar, eine große Fasstrommel ähnlich der rebana heißt jidur.
- Redep, auch rebab: die zweisaitige Stachelfidel dient als Gesangsbegleitung beim Männertanz Cepung und gehörte wohl früher auch zum Gamelan Wayang Sasak
- Réong: eine Reihe waagrechter Kesselgongs in einem Holzrahmen
- Rincik, auch kecék, ist ein kleines Beckenpaar als Taktgeber, meist aus Eisen
- Selober ist eine seltene einheimische Variante der Bambusmaultrommel genggong, deren Zunge direkt gezupft wird.
- Die endgeblasene Bambusflöte suling wird als melodieführendes Instrument im Gamelan und in der islamischen Musik gespielt. Es gibt sie in verschiedenen Größen bis zu einem Meter Länge (suling pewayangan).

## Diskografie
- Be Not Afraid to Strike the Gong: The Music of Lombok. Produziert von Christopher Basile. Indonesian Arts Society, IAS 6, 1998 (CD 61.29 min),
- Lombok, Kalimantan, Banyumas: little known forms of gamelan and wayang. Music of Indonesia, 14. Produziert von Philip Yampolsky. Smithsonian Folkways, 1997 (Begleittext (PDF; 6,0 MB); enthält Gamelan Wayang Sasak)